# Agatanioł (Charamantidis)
Agatanioł, imię świeckie Wasilios Charamantidis, ur. 1961 w Chalki) – duchowny Greckiego Kościoła Prawosławnego, od 2003 biskup pomocniczy archidiecezji Aten.

## Życiorys
W 1983 został wyświęcony na diakona. Święcenia kapłańskie przyjął w 1988. Chirotonię biskupią otrzymał 13 stycznia 2003 jako biskup pomocniczy Aten ze stolicą tytularną Fanarion.